# Parisa Reza

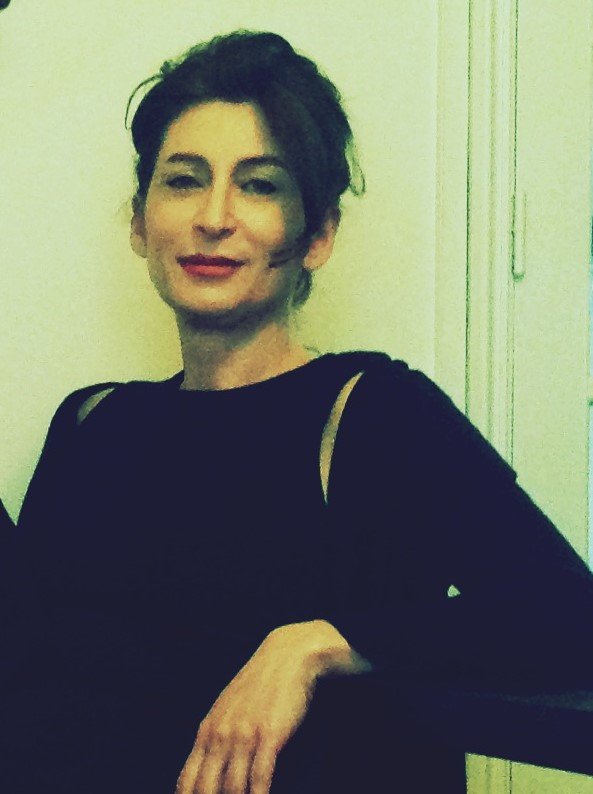
Parisa Reza en 2014.

Parisa Reza, née en 1965 à Téhéran en Iran, est une femme de lettres franco-iranienne.

## Biographie
Iranienne d'origine, Parisa Reza arrive en France à l'âge de dix-sept ans.

## Œuvres
- Les Jardins de consolation, éditions Gallimard, 2015  (ISBN 978-2070147649)
- Le Parfum de l'innocence, éditions Gallimard, 2017  (ISBN 978-2072689550)
- Les Confessions d'un anarchiste, éditions Gallimard, 2019  (ISBN 978-2072847400)

## Prix et récompenses
- Prix Senghor en 2015 pour Les Jardins de consolation[2].
- Prix littéraire Québec-France Marie-Claire-Blais en 2017 pour Les Jardins de consolation[3] dont la version anglaise The Gardens of Consolation sera classée parmi les meilleurs livres de 2016 par le magazine américain Publishers Weekly[4],[5]